# 퀸 엘리자베스 2

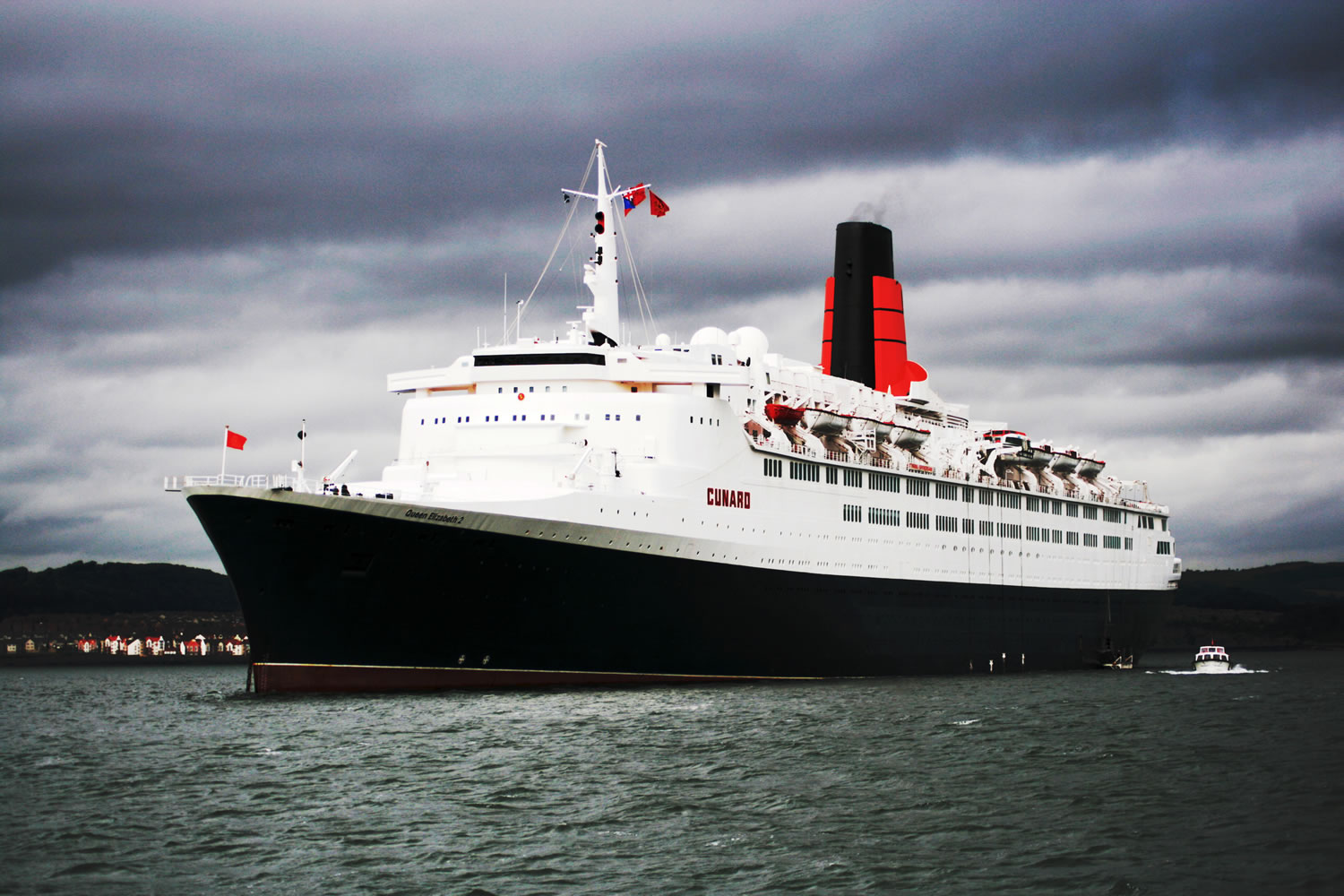
퀸 엘리자베스 2

퀸 엘리자베스 2(영어: Queen Elizabeth 2)는 큐나드 라인이 보유했었던 7만톤급 유람선이다.
1964년 착공을 해서 1967년 9월 20일 스코틀랜드 존 브라운 선박 건조소에서 진수를 하고, 1969년 5월 2일에 영국 사우스햄프턴에서 미국 뉴욕으로 처녀항해를 했다. 1982년 포클랜드 전쟁 당시에는 병력수송선으로도 쓰였으며, 1987년 디젤엔진으로의 교체 및 보수작업이 이루어졌다. 2008년 11월에 은퇴를 하고 두바이 라시드항에 방치되어 있다가 2018년 4월 18일부터 호텔로 사용되고 있다.
이름은 영국의 여왕 엘리자베스 2세에서 따온 것이 아닌, RMS 퀸 엘리자베스의 후속 선이라는 뜻에서 지어졌다. 그러나 1967년 9월 20일 존 브라운 조선소의 진수식에 참석한 엘리자베스 여왕은 "I name this ship Queen Elizabeth the Second. May God bless her and all who sail in her."라고 선언하였다.